# Backhaus (Dirmstein)
Das Backhaus in der rheinland-pfälzischen Ortsgemeinde Dirmstein ist ein unter Denkmalschutz stehendes historisches Steinhaus mit Fachwerkanteil, dessen älterer Ostteil in der ersten Hälfte des 18. Jahrhunderts errichtet wurde. Ursprünglich hatte es die aus seinem Namen hervorgehende Funktion eines Backhauses, später wurde es zur Weinstube umgebaut. Diese ist nach einem winterlichen Wasserrohrbruch derzeit geschlossen.

## Geographische Lage
Das Gebäude im Nordwesten des Ortszentrums, dem Oberdorf, hat die Anschrift Herrengasse 51 und steht auf einer Höhe von 103 m ü. NHN an der Ecke zur Straße Obertor. Gegenüber der Südfassade mündet die Kirchgasse. Im Umkreis von 200 Metern finden sich zahlreiche weitere historische Bauwerke, so die barocke Laurentiuskirche, die St.-Michael-Apotheke, das Koeth-Wanscheidsche, das Quadtsche sowie das Sturmfedersche Schloss.
Das Backhaus ist eine der ersten Stationen des Chorbrünnel-Rundwegs, der bauliche und landschaftliche Sehenswürdigkeiten innerhalb und außerhalb Dirmsteins verbindet.

## Gebäude
Das Backhaus, dessen Längsachse in Ost-West-Richtung verläuft, hat einen rechteckigen Grundriss und grenzt traufständig an die Herrengasse, während der Ostgiebel zur Straße Obertor weist. Unten liegt ein Hochparterre-Vollgeschoss, das der Gastronomie dient. Das unter dem Krüppelwalmdach liegende Dachgeschoss besitzt eine große und drei kleine Gauben, die sämtlich nach Süden ausgerichtet sind, und enthält eine Wohnung. Das gemauerte Untergeschoss ist weiß verputzt. Der Eingang an der Südseite geht auf die Herrengasse und wird über eine dreistufige Treppe aus Sandstein erreicht. Die östliche Giebelseite des Obergeschosses ist in dunklem Zierfachwerk ausgeführt, die Ausfachungen sind weiß verputzt. Alle Fenster des Hauses sind rechteckig und besitzen keine Klappläden.
In die Innenwand vor der einstigen Backstube, die heute als Küche dient, ist ein historischer Backofen eingebaut, der nicht betrieben wird und nur als Schauobjekt dient. Am westlichen Ende des Grundstücks verfügt das Haus über einen kleinen Freisitz mit drei Tischen neben einem alten steinernen Brunnentrog. Im Sommer kann ein weiterer Freisitz auf dem verbreiterten Gehweg vor der Ostseite des Hauses genutzt werden.

## Baugeschichte

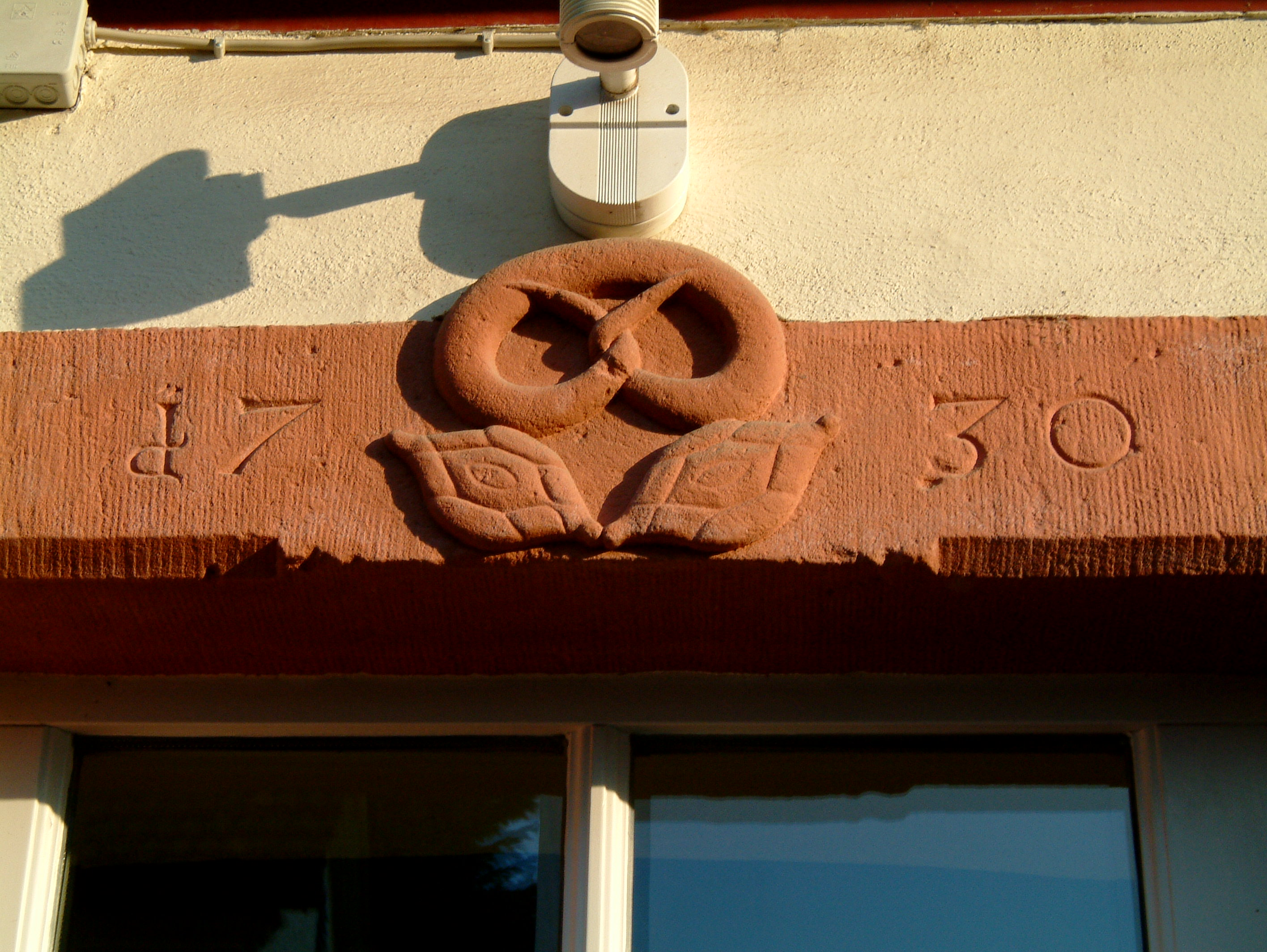
Türsturz mit Jahreszahl 1730 und Zunftzeichen

Das Backhaus bot den Bürgern einen zentralen Ort, an dem sie ihr Brot backen lassen oder selbst backen konnten. Auf dem alten Ortsplan von 1746 ist der Bau bereits eingezeichnet, eine Einmeißelung auf dem Sandstein-Türsturz bezeugt das Jahr 1730. Unterhalb der Jahreszahl sind zusätzlich die Reliefs einer Brezel und zweier Brote als Zunftzeichen des Bäckerhandwerks zu sehen. Der an gleicher Stelle vermutete Vorgängerbau war wohl 1689 im Pfälzischen Erbfolgekrieg zerstört worden, als der gesamte Ort durch Truppen des französischen Königs Ludwig XIV. niedergebrannt wurde. Dendrochronologische Untersuchungen, die an vergleichbaren Dirmsteiner Häusern, z. B. am Alten Rathaus, vorgenommen wurden, belegen, dass ein organisierter Wiederaufbau erst gegen 1720 einsetzte.
Das im Verlaufe von fast drei Jahrhunderten marode gewordene Gebäude wurde Ende der 1990er Jahre durch die aus Frankreich stammenden Eheleute François und Marie-Colette Sagnier erworben und ansprechend restauriert. Dabei wurde es nach Westen um einen Anbau im gleichen Stil verlängert, der sich nach dem Urteil der Denkmalpfleger harmonisch in die Anlage und die Umgebung einfügt. Bei der Erweiterung wurden auch die drei kleinen Gauben aufgesetzt, die im Stil zu der überkommenen großen passen.